# Associação Basquete de São Miguel do Oeste
A Associação Basquete de São Miguel do Oeste é uma equipe de basquetebol da cidade de São Miguel do Oeste, Santa Catarina que disputa o Campeonato Catarinense de Basquete, competição organizada pela FCB.

## Arena
A equipe manda seus jogos no Ginásio Municipal Ivo Silveira. 

## Desempenho por temporadas
| Temporada | Nível | Estadual    | Pos. | Pós Temporada | TR   | PL | Nacional | Nacional |
| --------- | ----- | ----------- | ---- | ------------- | ---- | -- | -------- | -------- |
| 2014      | 1     | Catarinense | 9º   | Primeira Fase | 0-8  | -  | -        | -        |
| 2015      | 1     | Catarinense | 9º   | Primeira Fase | 1-9  | -  | –        | –        |
| 2016      | 1     | Catarinense | 13º  | Primeira Fase | 0-12 | -  | –        | –        |
| 2017      | 1     | Catarinense |      |               |      |    |          |          |